# Дева озера (поэма)
«Де́ва о́зера» (англ. The Lady of the Lake) — поэма Вальтера Скотта, впервые опубликованная в 1810 году. Поэма не связана по сюжету с легендами о Короле Артуре, в которых фигурировала Дева Озера («Владычица Озера»). «Дева озера» обозначила вершину популярности Скотта как поэта. За восемь месяцев было продано 25 тыс. экземпляров, что побило все рекорды продаж поэтических произведений, а слава автора распространилась за пределы Великобритании и достигла США. Поэма также была высоко оценена критиками.
По поэме «Дева озера» Джоакино Россини написал в 1819 г. двухактную оперу «Дева озера». Франц Шуберт отозвался на поэму Скотта вокальным циклом из семи песен, среди которых широчайшую известность получила третья песня Эллен (D839, op.52, p.6), более известная как Ave Maria.